# Oshima Hideo
Hideo Oshima (sinh ngày 7 tháng 3 năm 1980) là một cầu thủ bóng đá người Nhật Bản.

## Sự nghiệp câu lạc bộ
Hideo Oshima đã từng chơi cho Yokohama Flügels, Kyoto Purple Sanga, Montedio Yamagata, Yokohama F. Marinos, Albirex Niigata, JEF United Chiba, Consadole Sapporo và Giravanz Kitakyushu.